# Rhamnus orbiculata
Rhamnus orbiculata là một loài thực vật có hoa trong họ Táo. Loài này được Bornm. miêu tả khoa học đầu tiên năm 1887.